# Aeroportul Moanda
Aeroportul Moanda (IATA: MFF, ICAO: FOOD) este un aeroport din Moanda, Provincia Haut-Ogooué, Gabon.
Situat la o altitudine de 572 m, aeroportul dispune de o singură pistă.